# William C. Dowlan
William C. Dowlan (21 de setembro de 1882 - 6 de novembro de 1947) foi um ator de cinema e cineasta estadunidense da era do cinema mudo, que atuou em 44 filmes entre 1912 e 1947. Como cineasta, dirigiu 32 filmes entre 1915 e 1920.

## Biografia
Nascido em St. Paul, Minnesota, Dowlan iniciou na carreira cinematográfica em 1912, como ator, no filme curta-metragem Dad's Mistake, pela Nestor Film Company. Atuou também pela Powers Picture Plays, e pela Rex Motion Picture Company, onde fez uma série de curta-metragens ao lado de Pauline Bush, tais como The Menace to Carlotta (1914) e The Embezzler (1914), entre outras. Em 1915, atuou no seriado Under the Crescent, pela Universal Pictures. Ficou um tempo na Universal, e em 1915 interessou-se pela direção, atuando nas duas áreas. O último filme em que atuou foi o curta-metragem The Two-Gun Parson, em 1917, pela Universal. A partir de então, apenas dirigiu.
Na direção, seu primeiro filme foi Her Mysterious Escort, em 1915, em que também atuou, ao lado de Jane Novak, pela Powers Picture Plays. Entre os filmes mais conhecidos que dirigiu estão Youth's Endearing Charm, em 1916, The Light (1916), pela American Film Company, e Under Suspicion (1919), pela Universal. Sua última direção foi em The Chorus Girl's Romance (1920), com Viola Dana, para a MGM.

## Vida pessoal e morte
Dowlan casou com a roteirista Leonora Ainsworth, que escreveu alguns de seus roteiros. Morreu em 1947, aos 65 anos, e está sepultado no Forest Lawn Memorial Park, em Glendale.

## Filmografia parcial
- Dad's Mistake (1912, ator)
- Her Escape (1914, ator)
- A Night of Thrills (1914, ator)

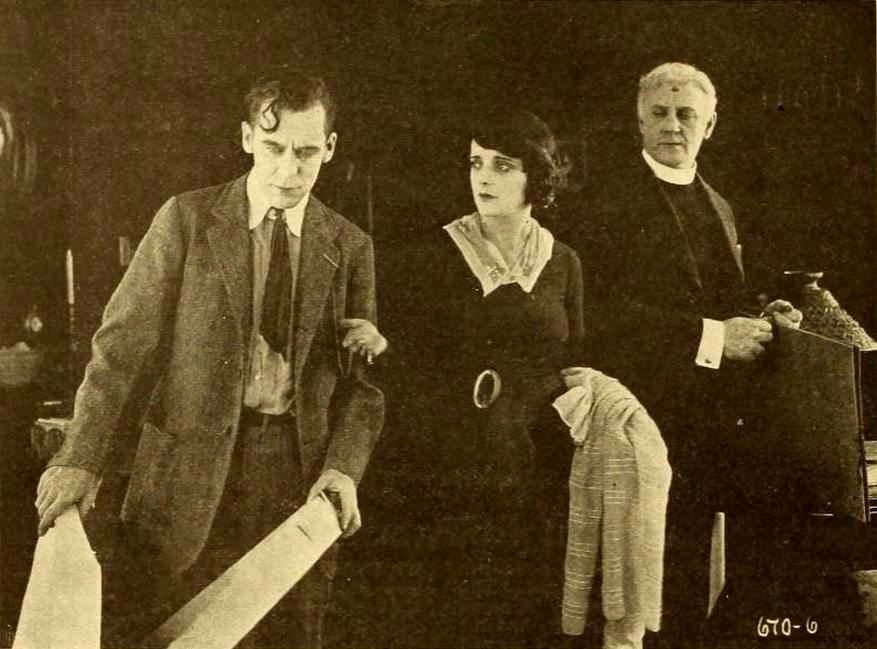
Cena do filme Restless Souls (1919), com Jack Conway e Alma Rubens, que foi dirigido por Dowlan.

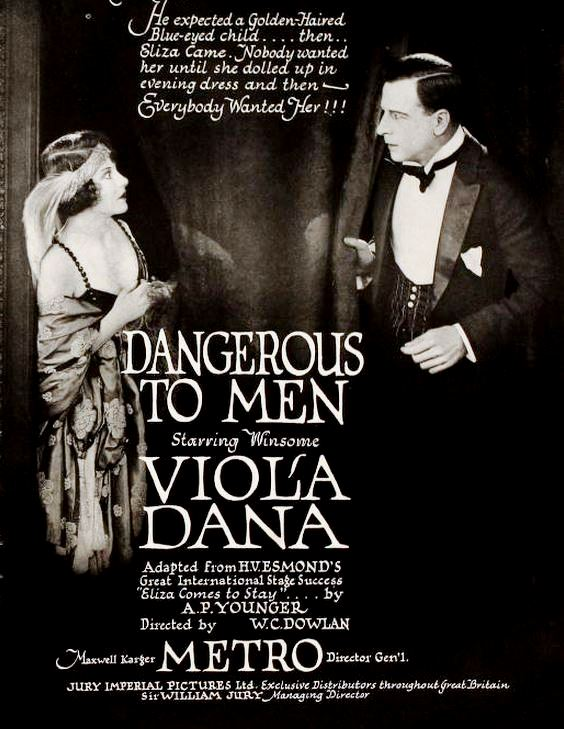
Cartaz do filme Dangerous to Men (1920), com Viola Dana e Milton Sills, que foi dirigido por Dowlan.

- The Lion, the Lamb, the Man (1914, ator)
- Richelieu (1914, ator)
- The Hopes of Blind Alley (1914, ator)
- The Forbidden Room (1914, ator)
- The Unlawful Trade (1914, ator)
- The Tragedy of Whispering Creek (1914)
- The End of the Feud (1914, ator)
- The Embezzler (1914, ator)
- The Menace to Carlotta (1914, ator)
- Under the Crescent (1915, ator)
- An Idyll of the Hills (1915, ator)
- The Desert Breed (1915, ator)
- All for Peggy (1915, ator)
- Outside the Gates (1915, ator)
- Where the Forest Ends (1915, ator)
- Such Is Life (1915, ator)
- The Threads of Fate (1915, ator)
- The Measure of a Man (1915, ator)
- The Star of the Sea (1915, ator)
- The Sin of Olga Brandt (1915, ator)
- Her Mysterious Escort (1915, ator e diretor)
- The Great Fear (1915, ator e diretor)
- The Devil and Idle Hands (1915)
- Youth's Endearing Charm (1916, diretor)
- The Light (1916, diretor)
- The Two-Gun Parson (1917, ator e diretor)
- The Rose of the Alley (1917, diretor)
- Under Suspicion (1919, diretor)
- Restless Souls (1919, diretor)[3]
- Dangerous to Men (1920, diretor)
- The Chorus Girl's Romance (1920, diretor)[4]